# バトルオワライヤル
『バトルオワライヤル』は、吉本興業が主催し、バッファロー吾郎がプロデュースするお笑いイベントである。

## 概要
出演者は、「今から、笑かし合いをしてもらいます!」の指令により、小道具などを使ってボケていく。
位置付けとしては、同じくバッファロー吾郎がプロデュースする『ダイナマイト関西』の対極にあると言える。『ダイナマイト関西』の持つ真剣勝負としての緊張感や、シビアな判定などはなく、出演者が互いに繰り出す自由なボケを皆で楽しむイベントである。
第1回は、2000年12月にbaseよしもとにて開催されたオールナイトイベント『ダイナマイト関西ge3』の終演後、電車が無くて帰れない観客のために、『ダイナマイト関西』出場者の相方を集めて、大喜利ではなく小道具を使ったイベントを朝まで行おう、という意図の元に行われた。
第1回のメンバーは、木村明浩（現 バッファロー吾郎A/バッファロー吾郎）、鈴木つかさ（当時 シンドバット/元 ザ・プラン9）、土肥耕平（現 土肥ポン太/当時 スキヤキ）、川島邦裕（現 くっきー!/野性爆弾）、後藤輝基（フットボールアワー）、福田充徳（チュートリアル）、山田知一（現 やまだともカズ/当時 ビリジアン）、MCの後藤秀樹であった。
2017年のなんばグランド花月公演が事実上の最終回となっている。

## ルール
出演者は舞台上の小道具を吟味し、モノボケを思いついたら挙手する。MCに指名された後、「○○（名前）、オワライヤル!」という合図の後にボケて、そのボケをMCが面白いかどうか判定する。面白ければMCが「ボケット」と言い、ボケた芸人にポイントが加算される。面白くなければ「ノンボケット」で、ポイントの変動はない。
随所に、タイトルの元ネタである『バトル・ロワイヤル』を意識した演出が挟まれるが、途中で出演者が追加されることはあっても、基本的には脱落・退場することはない。時間が経過すると、特別なアイテムや演出の使用がひとつずつ許可されていき、照明、効果音、中継（別会場）、客席、観客（客席から1名選び、舞台に上がってもらう）などを使ったボケも披露される。
「ボケット」の合計で優勝者またはMVPを決定するが、特に賞品などはない。優勝者を決めない回もある。エンディングでは、出演者全員がシールを貼りあったり、風車や風船などのおもちゃで遊んだりすることが恒例となっている。

## 主な出演者

### MC
- 後藤秀樹
- 清水けんじ
- 宮戸洋行（GAG少年楽団）

#### ストーリー進行役
- NONAKA、ミスターK＜小杉竜一＞（ブラックマヨネーズ）
- ハマイケル＜浜本広晃＞（$10）

### 出演者
- 木村明浩（現・バッファロー吾郎A、バッファロー吾郎）
- 竹若元博（バッファロー吾郎）
- ケンドーコバヤシ
- たむらけんじ
- 小籔千豊
- 土肥ポン太
- 高橋茂雄（サバンナ）
- 八木真澄（サバンナ）
- 川島邦裕（現・くっきー!、野性爆弾）
- ロッシー（野性爆弾）
- お～い!久馬（ザ・プラン9）
- 鈴木つかさ（ザ・プラン9、現在はピン芸人）
- 浅越ゴエ（ザ・プラン9）
- 住谷正樹（現・HG、レイザーラモン）
- 川島明（麒麟）
- 田村裕（麒麟）
- 西田幸治（笑い飯）
- 哲夫（笑い飯）
- ノブ（千鳥）
- 松本康太（レギュラー）
- 向清太朗（天津）
- 山里亮太（南海キャンディーズ）
- ネゴシックス
- 中山功太
- 津田篤宏（ダイアン）
- 中立豊（元けもの道）

以上はDVD『バトルオワライヤル』に収録されているメンバー
- 村上ショージ
- 後藤輝基（フットボールアワー）
- 福田充徳（チュートリアル）
- やまだともカズ（放送作家、元ビリジアン）
- 友近
- 大悟（千鳥）
- 西川晃啓（レギュラー）
- 西澤裕介（ダイアン）
- 矢野勝也（矢野・兵動）
- 白川悟実（$10、現・テンダラー）
- 出渕誠（現・RG、レイザーラモン）
- よし（現・善し、COWCOW）
- 原西孝幸（FUJIWARA）
- 宮川大輔
- なかやまきんに君
- ヤナギブソン（ザ・プラン9）
- 原田良也（現・ハラダ、ジャンクション）
- 清水けんじ（元フロントストーリー、MCを担当する場合もあり）
- 前田ししょう（元サブミッションズ、引退）
- しあつ野郎
- すっちー
- 宇都宮まき
- 後藤淳平（ジャルジャル）
- 福徳秀介（ジャルジャル）
- 川原克己（天竺鼠）
- 西森洋一（モンスターエンジン）
- ディラン＜なだぎ武＞（ザ・プラン9、現在はピン芸人）
- チャド・イアン・マレーン（ジパング上陸作戦、現・チャド・マレーン）
- ティル・ワインガードナー（アルトバイエルン）
- アリスン（ギミック、大阪NSC29期生）

- プチ・ブルース
- ぴっかり高木
- 椿鬼奴
- 綾部祐二（ピース）
- 又吉直樹（ピース）
- ハブ（Bコース、現在はピン芸人"歩子"）
- 高橋邦彦（アホマイルド、現在は構成作家）
- 佐藤大（グランジ）
- 鰻和弘（銀シャリ）
- ウルフ（極悪連合、現在はピン芸人）
- ハリウッドザコシショウ
- 大林健二（モンスターエンジン）
- 秋山竜次（ロバート）
- 飯尾和樹（ずん）
- やす（ずん）
- 佐久間一行
- アイアム野田（鬼ヶ島）
- キクチケンイチ（当時・ギンナナ）
- 尾形貴弘（パンサー）
- 菅良太郎（パンサー）
- 児玉智洋（サルゴリラ、元・ジューシーズ）
- 岩井ジョニ男（イワイガワ）
- ベガ＜玉城泰拙＞（セブンbyセブン）
- カイジ＜伊藤広大＞（こりゃめでてーな）
- 吉田裕
- ゆりやんレトリィバァ
- 木﨑太郎（祇園）
- 濱家隆一（かまいたち）
- 山内健司（かまいたち）
- 田中一彦（スーパーマラドーナ）

- 田崎佑一（藤崎マーケット）
- トキ（藤崎マーケット）
- たわた（あまえんB）
- 誠子（尼神インター）
- 渚（尼神インター）
- 松本伊織（からし蓮根）
- 杉本青空（からし蓮根）
- 里龍之介（大自然）
- さとる（どんぐり兄弟）
- みわゆうすけ
- 粗品（霜降り明星）
- せいや（霜降り明星）
- 田中ショータイム（フースーヤ）
- 谷口理（フースーヤ）

## 開催履歴
- 2000年12月14日  (baseよしもと/大阪)

　※「ダイナマイト関西ge3」のアフターイベントとして開催
- 2002年07月06日  (baseよしもと/大阪)
- 2002年12月27日  (baseよしもと/大阪)
- 2003年09月18日  (baseよしもと/大阪)
- 2004年06月22日  (うめだ花月/大阪)
- 2004年12月20日 - バッファロー吾郎の23時間半ライブ～再入場OKなんです～ (Zepp Osaka/大阪)

　※イベントの1コーナーとして開催。2005年5月25日にR and CよりDVDとして発売。
- 2005年08月03日 - バトルオワライヤル in NGK (なんばグランド花月/大阪)
- 2007年12月19日 - バトルオワライヤル オールナイト ～草木も笑う丑三つ時～ (Zepp Osaka/大阪)
- 2008年12月27日  (ルミネtheよしもと/東京)
- 2009年08月09日 （ABCホール/大阪）

　※「バッファロー吾郎20周年 ガンガンいこうぜ！1ヶ月31種類公演」の一環として開催。2010年3月10日にR and CよりDVDとして発売。
- 2010年07月18日  - バトルオワライヤル ～今から幕張で笑かし合いをしてもらいます～ (幕張メッセ国際展示場4～8ホール/千葉)

　※「LIVE STAND 2010」の1コーナーとして開催
- 2011年10月16日  - バトルオワライヤルNEXT ～ルール無用で笑わし合いをしてもらいます～ (ヨシモト∞ホール/東京)

　※出演者は東京吉本所属の若手芸人が中心。本ライブの優秀者3名が同月26日のイベントへの出演権を得た。
- 2011年10月26日  - バトルオワライヤル ～今から日本を笑かしてもらいます～ (なんばグランド花月/大阪)
- 2014年07月18日  - バトルオワライヤル ～今から笑かし合いをしてもらいます～ (なんばグランド花月/大阪)
- 2016年01月30日  - バトルオワライヤル ～今から東京を笑かしてもらいます～ （東京グローブ座/東京）
- 2016年07月15日  - バトルオワライヤルNGK ～今から笑かし合いをしてもらいます～ (なんばグランド花月/大阪)
- 2017年08月30日  - バトルオワライヤルNGK ～今から笑かし合いをしてもらいます～ (なんばグランド花月/大阪)

## テレビ放送
- 2005年10月07日 深夜25:29～26:59（朝日放送）
- 2008年02月01日 深夜25:30～27:00（朝日放送）

後者は同年2月24日に九州朝日放送でも遅れネットされた。